# 人際溝通
人際溝通是在兩個或更多人之間的信息互相傳遞。 這也是一個研究領域，旨在了解人類如何使用語言和非語言線索來實現許多個人和關係目標。
人際溝通研究至少處理六類問題：人類如何在面對面溝通中調整和適應他們的語言溝通和非語言溝通；消息是如何產生的；不確定性如何影響行為和信息管理策略；欺騙性溝通；關係兩難；以及以電腦中介傳播為媒介的社會互動。
許多學者將他們的工作描述為對人際溝通的研究。 這個研究領域在概念上和操作上的定義方式有相當大的差異。 人際溝通領域的研究人員來自許多不同的研究範式和理論傳統，增加了該領域的複雜性。 人際溝通通常被定義為發生在相互依存且彼此有一定了解的人之間的溝通：例如，父子、雇主和僱員、姐妹、師生、伴侶等等關係之間的溝通。 
雖然人際溝通最常發生在成對的個體之間，但也可以擴展到包括家庭等親密的小團體。 人際溝通可以在面對面的環境中進行，也可以通過社交媒體等平台進行。 人際溝通的研究涉及各種要素，並使用定量/社會科學方法和定性方法。
人們對人際溝通的生物學和生理學視角越來越感興趣。 該主題探索的一些概念包括人格、知識結構（英語：knowledge structure）和社會互動、語言、非語言信號、情緒經驗和表達、支持性溝通（英語：Supportive communication）、社會網絡和關係生活（英語：life of relationship(s)）、影響、衝突、以電腦為媒介的溝通、社交技巧、職場人際溝通、人際溝通的跨文化視角、浪漫或柏拉圖式戀愛的升高和淡化、人際溝通和醫療保健、家庭關係以及整個生命週期之中的溝通。

## 定義
人際溝通是基本上每人每天都必定進行的活動，亦都是建立和維繫人際關係的唯一方法，我們經常都會進行人際溝通，溝通是人際關係中最重要的一部分，它是人與人之間傳遞情感、態度、事實、信念和想法的過程，所以良好的溝通指的就是一種雙向的溝通過程，不是你一個人在發表演說、對牛彈琴，或者是讓對方唱獨角戲，而是用心去聽聽對方在說什麼？去了解對方在想什麼？對方有什麼感受？並且把自己的想法回饋給對方。除此之外，人际关系也是一个复杂的概念，涉及多个方面的因素。首先，人际关系建立在社会结构和社会制度之上，社会结构和社会制度对个体的行为和交往方式产生深远的影响。其次，人际关系还受到人类生理和心理特点的影响，如性别、年龄、个性和性格等。此外，人际关系还受到社会文化和社会价值观念的影响，不同的文化和价值观念会对人际关系的形成和表现产生巨大的影响。在现代社会中，人际关系的重要性越来越被人们所重视。良好的人际关系不仅能够带来个体的快乐和幸福，还能够促进社会的稳定和发展。然而，由于社会环境和文化背景的不同，人际关系的形式和表现也存在很大的差异。因此，在建立和维护人际关系时，需要考虑不同的文化和社会背景，以充分发挥人际关系的作用。
人際溝通的定義大致可分為以下四項：
- 多元取向：早期人際溝通被視為一種人們用溝通來建構真實的方式，其中包含訊息傳送和接收的過程。但在近年來人際溝通的焦點卻轉移了，轉為強調人際溝通是人們經由符號互動來達成意義共享(shared meaning)和界定真實(defining reality)的過程。為了瞭解人際溝通的真義，所以學者們採取不同的取徑和觀點，探討人際溝通的各個層面及其特性。
- 境況取向：又可稱為成分觀點，因為他強調在傳播過程中所涉及的各種結構因素和成分數量。採用此種取徑來界定傳播溝通類型的學者，最早可追朔到政治學家拉斯威爾，他首先提出了人類傳播必定包含的五要素，分別是傳播者(Who)、訊息(What)、媒體(What channel)、接收者(Whom)、效果(What effect)，也就是所謂的Who says what in which channel to whom with what effect。但直到現在，學者引用最廣的是史文生與德利亞所提出的定義，他們以傳播過程組成要素的數量變化，來區分各種不同類型的傳播。組成要素可分為四種，分別是：參與傳播的人數、傳播管道、距離遠近、回饋的立即性。再根據這四個要素的數量變化，將傳播行為區分為不同的型態與性質，例如自身傳播、雙人傳播、小團體傳播、公眾傳播、大眾傳播。但是境況取徑也存有反對的聲音，史文森和德利亞在《The nature of human communicate》一書中曾對境況取徑提出批評，他們指出這個取徑雖乍看之下似乎界線分明，只需使用四種組成要素，便能將便於區分人際溝通和其他型態的傳播或溝通行為，但因為這個取徑太過強調結構因素，以至於忽略了人際關係中的本質，也就是人與人的互動，兩人之間社會關係的親疏遠近，以及交談的內容和目的也都應該被列入考量。
- 發展取向：由於境況取徑的定義較重數量而不注重本質，因此有些學者提出了發展取徑的定義，強調人際溝通的「質」，也就是溝通的內涵以及目的。米勒和史坦伯在《Between people: A New Analysis of Interpersonal Communication》一書中主張，大部分的兩人溝通都是屬於非人際溝通(impersonal or non-interpersonal)，只有少部分符合某些條件及特性的兩人溝通才能算是人際溝通。米勒和史坦伯認為人際溝通的內容和互動方式，像是兩人所交換的訊息層次、人與人之間互動的規則、與所交往者彼此的瞭解程度，都會隨著兩人關係的發展，隨時做動態性的改變。他們將人與人之間的互動規則依據人際溝通的內容及互動方式分為三種層次：文化規範層次、社會層次、心理層次。在人們初次見面時屬於文化規範層次，這時的互動行為會受到文化中的禮儀所規範，像是打招呼、問候、交談和道別等客套虛禮，都得遵守依定的規定，此時人們正單純的在扮演社會角色，只需說出符合該角色的台詞即可。若彼此交談之後對對方的印象都很好，那就有可能繼續攀談，增加對彼此的瞭解，這時兩人的關係就會從文化規範層次進展到社會層次，此時的兩人會聊到家庭背景、工作、興趣嗜好和休閒活動。互相交換彼此的社會背景有兩個作用，一是可以降低不確定感和心理的焦慮與好奇，才不會因為對對方一無所知而感到焦慮；二是增加對對方的背景和個性瞭解後，有助於我們決定是否要繼續跟這個人有來往。
- 關係取向：Cappella主張人際溝通的發生必須對彼此的外在行為產生影響，使其產生有異於慣常的行為模式。他認為人際溝通的關懷焦點是在於所有社會互動中的個人，他們互相引響的規律與模式。換言之，與自己親近者的喜怒哀樂情緒若是有任何變化，必會牽動其他和他關係親密者的情緒和行為，因為他們會以特有的模式產生相互影響。

## 人際溝通的問題
研究發現，詞語表達僅能傳遞7%的意思，聲調可以傳達38%的意思，而非語言溝通（Nonverbal Communication）則能傳達55%的意思。兩個人所表達同樣一個詞語，但傳遞出來給接受者的認知可能不同，主因是在於各種文化彼此間差異、人們對訊息選擇性的接受與認知、模稜兩可、防衛心理及環境干擾等因素所造成。
常见的问题分为以下4个：
- 语言表达不清：此问题被视为是人际沟通中较常见的问题之一。当一个人的表达不清时，接收者可能会产生误解，进而导致沟通的失败。要解决这个问题，可以通过提高自己的语言表达能力和选择合适的沟通方式来改善。
- 情绪化和情绪障碍：第二常见的人际沟通问题就是情绪化。当一个人的情绪失控时，就容易影响到正常的沟通过程，甚至会导致双方互相攻击。要解决这个问题，需要平复自己的情绪，掌握一些情绪调节的技巧，如深呼吸、自我暗示等。情绪化与情绪障碍不只影响着与人沟通， 同时也容易让自己处于崩溃边缘，因为大多数有着情绪障碍的人们，都伴随着抑郁症。
- 缺乏倾听能力：有时候，人们只是在发表自己的看法，而忽略了对方的感受和想法。要解决这个问题，需要注重倾听和理解对方的立场和观点，以便更好地进行交流和沟通。沟通从来都是双向，如果只是单方面的输出，那会直接形成命令而非沟通。
- 不尊重和不信任对方：无法信任且毫不尊重也会影响到人际沟通的效果。在沟通过程中，要尊重对方的意见和想法，且需不轻易地怀疑和质疑对方的动机和行为才可以让双方交谈减少误会。如果双方之间缺乏信任，就需要建立起信任关系，让沟通更加顺畅和有效。反之，就让原本简单的事情复杂化。

## 定徑取徑
或稱通則取徑，旨在尋找通則，也就是用量化的方法來尋求答案。此取徑是從自然科學中的實證法轉借和衍生而來，實證法主張所有的自然現象都有一套可被觀測的規律，基於這個信念，定徑取徑強調找尋行為與現象間的自然規律，並且試圖釐清人際關係的因果關係。
但定徑取徑將人視為被動且無自由意志，只對外在刺激物產生回應是不正確的。而在實驗上，一次只分析一個變相，實際上過度簡化了複雜的人類溝通行為。

### 降低不確定性理論
當兩個陌生人進行人際互動時，首先會試圖消減關於對方的不確定感，並增加在各種情況下對彼此的可預測能力。降低不確定感理論指出，不確定性是促使人產生資訊尋求（seek information）行爲的動機，但在Ikushi（2005）的實證研究中並沒有發現資訊尋求行爲和降低不確定感有直接的因果關係。從降低不確定性理論首次被提出之後的十五年中，許多學者用計量法與驗證法來檢驗此理論，有人專注於戀愛中情侶關係的發展與維繫;也有學者致力於跨文化比較，想瞭解具有不同文化背景的人彼此的關係發展與交往過程是否不同，另有學者研究在組織環境中新進的成員如何消減不確定和社會化所經歷之過程等問題。柏格（Berger）在1986年時，將不確定感理論略微修正加添新概念，擴大其適用範圍到解釋初識階段以後的人際關係發展情境，此新修訂的理論稱爲認知不確定感理論（cognitive uncertainty theory）。

### 社會交換理論
起源於社會心理學，經常與公平理論相提並論，但社會交換論相對較受人際溝通學者的偏愛。社會交換論假設人與人之交往是基於趨利避害的理性動機，在人際交往過程中，將社會行為視為是一種商品交換，個人所付出的行為是為了護得獎勵或逃避處罰，且會以降低付出的代價和提高回收利益為目標去行動。對此Thibuat & Kelly提出代價與報酬理論分析人際互動中人們會為自己爭取最高利益。
若將社會交換論應用在人際溝通上，就會發現人們從事溝通的主要目的是為了在與人交往的過程中獲取最大的利益和報酬，並且把成本及付出降到最低。從這個理論的觀點來看人際溝通，就會發現人際溝通其實是，人們透過溝通和互動來交換各種資源，包括：關愛、社會威望、服務、商品、資訊或金錢。

### 公平理論
公平理論最早由美國心理學家Adams在1965年提出，他主張人們受激勵的動機是來自人與人之間的互相比較。比較的標準指的是投入與回報，並將其運用在工作上，所以投入是指員工付出的心力、時間，而回報是指員工經由工作獲得的東西，像是薪水、肯定。但是公平理論主張，人總是優先考量自己的利益，所以唯有兩人的關係建立在公平對等的基礎上，才能健全、持久的發展。
若將公平理論應用在人際關係上，就能夠預測人際溝通和人際關係發展的情況。也因為這個理論具有相當豐富的啟發性，因此也產生了很多實證研究。沃斯特於1978年將公平理論運用在人際溝通行為上，結果發現四項規則：第一，每個人都會在交往過程中盡量提升自己的利益；第二，為了避免發生利益衝突，團體內通常會訂下規則，違反規則的人會被懲罰；第三，雙方關係必須保持平等，若有一方覺得受委曲或被虧待，結果會使雙方都感到不悅或不安；第四，人們一旦感受不公平，就會努力回復一個公平對等的關係。

### 人際吸引理論
人際關係之所以會建立及進展是因為彼此喜歡，互相吸引。
貝克曼和賽科德提出互相喜歡的觀點，他們主張人們會自然的向自己喜歡的人靠近，喜歡與好感通常會因為遵循禮尚往來的模式，有一方給的越多，則另一方也會願意付出更多。貝尼(Byrne)提出勉勵原則(principle of reinforcement)來解釋大多數人之間相互吸引的原因，這個原則認為人們通常會喜歡那些用言詞或禮物給自己鼓勵的人，討厭處處否定自己及批評自己的人。
這個理論其實也很像俗語中的物以類聚，若覺得彼此的信仰、價值觀、能力、性格、態度及行為都相像時，就會被互相吸引。
此理論也發展出速配假設，主張人們在尋找配偶時會先衡量自己和對方的條件是否相當，如果覺得自己與對方差距太大，會因為怕被拒絕而先知難而退，改而尋找與自己條件相當的對象。

### 社會滲透論
社會滲透論是預測人際關係發展的理論，理論主張只有當兩人的關係是循序漸進，並從表面的交往發展到親密關係的程度時，才會成為最好的朋友。
此理論認為在人際互動過程中會經歷四個階段：在互動的最初階段是適應，此時人們會儘量展現自己討喜的樣貌，致力於印象管理(impression management)；在初步情感交流時，會開始交換關於自己正面的背景資訊；到情感交流階段則會同時交換正、負面的資訊，且此時開口說話會比較輕鬆，不必有過多的深思熟慮；等到兩人關係穩定時，雙方就能無拘無束的表達自己心中的思想及感覺。

### 關係進展論
奈普Template:Knapp以社會滲透論為基礎，提出人際關係進展與終止的階梯模式，說明人際關係的進展與終結過程。此關係階梯共有十階，預測在關係進展過程的開始、試驗、強化、融合、結盟；以及關係終止過程的差異、禁制、停滯、迴避、終止。

## 規則取徑與CMM理論

### 規則取徑
規則取徑對傳播領域有很大的影響，希曼諾芙(Shimanoff)認為為了溝通的存在與持續進行，兩個或更多的個人必須遵守符號使用的規則。溝通時語文和非語文符號的使用，互動型態的磨合，在不同社會情境中訊息該如何解讀，基本上都必須遵守俗成的規則，否則會帶來負面的結果。但是當語文字義和語法規則都正確，人們卻可能因為這句話語出現的社會情境不同，必須做不同的讀解。

### 意義協調管理論(CMM)
CMM理論是由皮爾斯(Pearce)和克里農(Cronen)兩人所提出的，他們主張：人們所組之社會環境是經由我們的言談和行為所創造出來的，因此特別強調行動當時所處「脈絡」(content)的重要性。
這個理論納入了符號互動論、系統理論、語言行動等概念。此一理念的主要目的是探討互動中的兩個個體，如何詮釋、管理、協調彼此行為的意義，對於他人行動，個體如何決定要依據那些規則來進行意義詮釋及行動。CMM理論說明人們是根據規則進行解釋和行動的。提到兩種規則「構成規則」和「調節規則」，前者是瞭解意義的規則，它幫助溝通者理解訊息的真正意義是什麼；後者是行動規則，它幫助溝通者針對訊息的真正意義，選擇最適當合宜的回應行動。意義規則和行動規則的選擇和應用總是發生於社會情境當中，皮爾斯和克里農提出一個情境層級(hierarchy of content)，來說明人們如何經由意義規則解釋訊息。

## 系統取徑
系統取徑的其中心思想為，人際互動與溝通進行時形成關係結構，當人們進行溝通時會自成一個系統，這個系統會決定溝通的過程及形式。

### 關係溝通論
人際溝通論受到系統取徑最大影響的是關係溝通論(relational communication theory)也被稱為「帕羅奧圖學派（Paol Alto Growp）」這個理論提出五個基本原理（Watzlawick，Bavelas，& Jackson，1967）:
1.人不能不溝通交流2.每一個訊息都有雙重意義3.人們可使用數位符號(digital codes)和類比符號(analogical codes)做溝通4.兩人訊息交換的最小單位是一對相連的互動訊息(interact)5.兩人在互動過程中有兩種對應關係，對稱與互補(symmetrical vs. complementary)。

### 後設溝通
由瓦茲拉維克提初，是溝通背後的溝通基礎，根據瓦茲拉維克的主張，關係層面的訊息是任何傳播中最重要的元素。在每一次溝通活動中兩人發送出的訊息同時包含內容訊息和關係訊息，後者可以對前者加以界定和修飾，屬於較高的形上層次。